# Reboursia ranvillensis
Reboursia ranvillensis är en kräftdjursart som beskrevs av Guinot, Wilson och Frederick Schram 2005. Reboursia ranvillensis ingår i släktet Reboursia, ordningen gråsuggor och tånglöss, klassen storkräftor, fylumet leddjur och riket djur. Inga underarter finns listade i Catalogue of Life.